# Ампер — Виктор Гюго (станция метро)
«Ампе́р — Викто́р Гюго́» (фр. Ampère - Victor Hugo) — станция линии A Лионского метрополитена.

## Расположение
Станция находится во 2-м округе Лиона, в районе Прескиль. Платформа станции расположена под улицей Виктор Гюго (фр. rue Victor Hugo) в районе её пересечения с улицей Рампар д'Эне (фр. rue des Remparts d’Ainay), на углу площади Ампер (фр. place Ampère).  Вход на станцию производится с площади Ампер и улицы Рампар д'Эне.

## Особенности
Станция открыта 2 мая 1978 года в составе первой очереди Лионского метрополитена от станции Перраш до станции Лоран Бонве — Астробаль. Состоит из двух путей и двух боковых платформ. Пассажиропоток в 2006 году составил 191 347 чел./мес.
Эта станция имеет самые узкие платформы во всём Лионском метрополитене, что вызвано недостаточной шириной улицы Виктор Гюго в этом месте. В результате, вход на платформу в направлении станции Перраш пришлось поместить на перпендикулярную улице Виктор Гюго улицу Рампар д'Эне. Из-за этой же узости улицы в течение многих лет не было возможности построить лифт для доступа маломобильных граждан на платформу направления Во-ан-Велен — Ла Суа. Проблема была решена только в 2015 году, когда такой лифт был помещён внутрь дома №46 по улице Виктор Гюго.
При рытье котлована при строительстве станции в 1976 году был обнаружен хорошо сохранившийся фрагмент древнеримской мозаики II века. Когда-то он был частью располагавшегося здесь богатого имения. Эта мозаика украшает платформу станции в направлении Во-ан-Велен — Ла Суа. В 2014 году, при строительстве упоминавшегося выше лифта, был обнаружен ещё один фрагмент мозаики.

## Происхождение названия
Станция названа по своему расположению на углу площади Ампер и улицы Виктор Гуго. Площадь носит имя французского физика и математика Андре-Мари Ампера (1775—1836), а улица — французского романиста Виктора Гюго (1802—1885).

## Достопримечательности
- Площадь Ампер
- Улица Виктор Гюго
- Музей тканей и декоративного искусства
- Базилика Сен-Мартен д'Эне[фр.] (XII век)
- Мэрия 2-го округа Лиона
- Торговая галерея Centre presqu'île

## Наземный транспорт
Со станции существует пересадка на следующие виды транспорта:

   —  «внутрирайонный» автобус